# Baby boomer
Baby boomeri (također poznati kao boomeri) su demografska kohorta koja prati Silent Generation i prethodnu generaciju X. Generacija Baby Boom najčešće se definira kao osobe koje su rođene između 1946. i 1964. 
Baby boomeri povezani su s odbacivanjem ili redefiniranjem tradicionalnih vrijednosti. Mnogi komentatori, međutim, osporavaju opseg tog odbacivanja, ističući široko rasprostranjen kontinuitet vrijednosti između bumera i njihovih roditelja. U Zapadnoj Europi i Sjevernoj Americi boomeri su u velikoj mjeri povezani s privilegijama jer su mnogi odrasli u razdoblju povećanog bogatstva, dijelom zbog rasprostranjenih poslijeratnih vladinih subvencija za stanovanje i obrazovanje. Kao grupa, baby boomeri bili su bogatiji, aktivniji i fizički sposobniji od bilo koje prethodne generacije i bili su prvi koji su istinski očekivali da će se svijet s vremenom poboljšati. Oni su također generacija koja je dostigla najvišu razinu prihoda na radnom mjestu i stoga bi mogla uživati u blagodatima bogate hrane, odjeće, programa za umirovljenje, pa čak i proizvoda " srednje krize godina". Ipak, ova generacija je također često kritizirana zbog porasta konzumerizma koju su kasnije smatrali pretjeranim. 
Boomeri su sebe smatrali posebnom generacijom, vrlo različitom od prethodnih i narednih generacija. Šezdesetih i sedamdesetih godina prošlog stoljeća, kad je relativno veliki broj mladih ljudi ušao u svoje kasne tinejdžerske godine, najstariji je 1964. godine napunio 18 godina. Ta je generacija, i oni oko njih, stvorila vrlo specifičnu retoriku oko svoje kohorte i promjene do kojih je došlo zbog njihove brojnosti. Ova retorika imala je važan utjecaj na samoprepoznavanje booma, kao i na njihovu tendenciju definiranja svijeta u smislu generacija, što je bila relativno nova pojava. Baby boom opisan je različito kao "šok-val"  i kao "svinja u pitonu".